# Ida Mary Waterfall
Der Ida Mary Waterfall ist ein Wasserfall bislang nicht ermittelter Fallhöhe im Fiordland-Nationalpark auf der Südinsel Neuseelands. Südlich des 1283 m hohen Mount Chisholm in den Neuseeländischen Alpen liegt er im Lauf des Macfarlane Sream, der hinter dem Wasserfall in südlicher Fließrichtung in den Seaforth River mündet.
Der Wasserfall liegt nahe dem Ende eines Stichwegs des Dusky Track, für den eine sechs- bis achtstündige Wanderung in westlicher Richtung von der Loch Maree Hut zur Supper Cove Hut erforderlich ist.